# 4762 Добриня
4762 Добриня  (4762 Dobrynya) — астероїд головного поясу, відкритий 16 вересня 1982 року.
Тіссеранів параметр щодо Юпітера — 3,516.